# Организмы на большой высоте

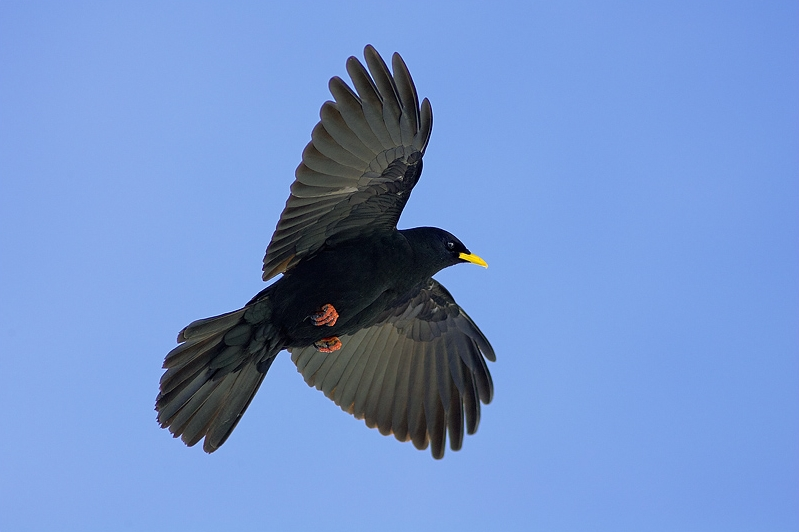
Альпийская галка в полете

Организмы могут жить на большой высоте, на суше, в воде или во время полета. Снижение доступности кислорода и пониженная температура затрудняют жизнь на таких высотах, хотя многие виды были успешно адаптированы посредством значительных физиологических изменений. В отличие от краткосрочной акклиматизации (немедленная физиологическая реакция на изменяющуюся среду), высотная адаптация означает необратимые, развитые физиологические реакции на высокогорную среду, связанные с наследственными поведенческими и генетическими изменениями. Среди животных, только немногие млекопитающие (например, як, козерог, тибетская газель, викуньи, ламы, горные козлы и т. д.) и некоторые птицы, полностью адаптированы к высотной среде.
Человеческие популяции, такие как некоторые тибетцы, южноамериканцы и эфиопы, живут в непригодных для проживания высоких горах Гималаев, Анд и Эфиопского нагорья соответственно. Адаптация человека к работе на большой высоте — пример действия естественного отбора.
Адаптация на большой высоте является примером конвергентной эволюции, когда адаптации происходят одновременно на трех континентах. Тибетские люди и тибетские домашние собаки имеют общую генетическую мутацию в EPAS1, но она не наблюдалась у андских людей.

## Беспозвоночные
Тихоходки обитают по всему миру, включая высокие Гималаи. Тихоходки также способны выдерживать температуры, близкие к абсолютному нулю (−273 °C (−459,400 °F)), температуры до 151 °C (304 °F), радиацию, которая убьет других животных, и почти десятилетие без воды. С 2007 года тихоходки также вернулись живыми после исследований, в ходе которых они подвергались воздействию космического вакуума на низкой околоземной орбите.
Другими беспозвоночными, обитающими на большой высоте, являются Euophrys omnisuperstes - паук, обитающий в Гималаях на высоте до 6700 м (22 000 футов); они питаются бродячими насекомыми, которых ветер уносит в горы. Коллембола Hypogastrura nivicola (одно из нескольких насекомых, называемых снежными блохами) также обитает в Гималаях. Они активны в разгар зимы, их кровь содержит соединение, подобное антифризу . Некоторые вместо этого позволяют себе обезвоживаться, предотвращая образование кристаллов льда в своем теле.
Насекомые могут летать и парить на очень большой высоте. В 2008 году колония шмелей была обнаружена на Эвересте на высоте 5600 метров (18 400 футов) над уровнем моря, это самая высокая известная высота для насекомого. В последующих исследованиях некоторые пчелы все ещё могли летать в полетной камере, которая воссоздала более разреженный воздух, как на высоте 9000 метров (30 000 футов).
Воздухоплавание — это термин, используемый для механического парения, который многие пауки, особенно мелкие виды, такие как Erigone atra, а также некоторые клещи и некоторые гусеницы используют для распространению по воздуху. Некоторые пауки были обнаружены на воздушных шарах для сбора атмосферных данных, собирающих пробы воздуха на высоте чуть менее 5 км (16000 футов) над уровнем моря. Это наиболее распространенный способ для пауков исследовать изолированные острова и горные вершины.

## Рыбы

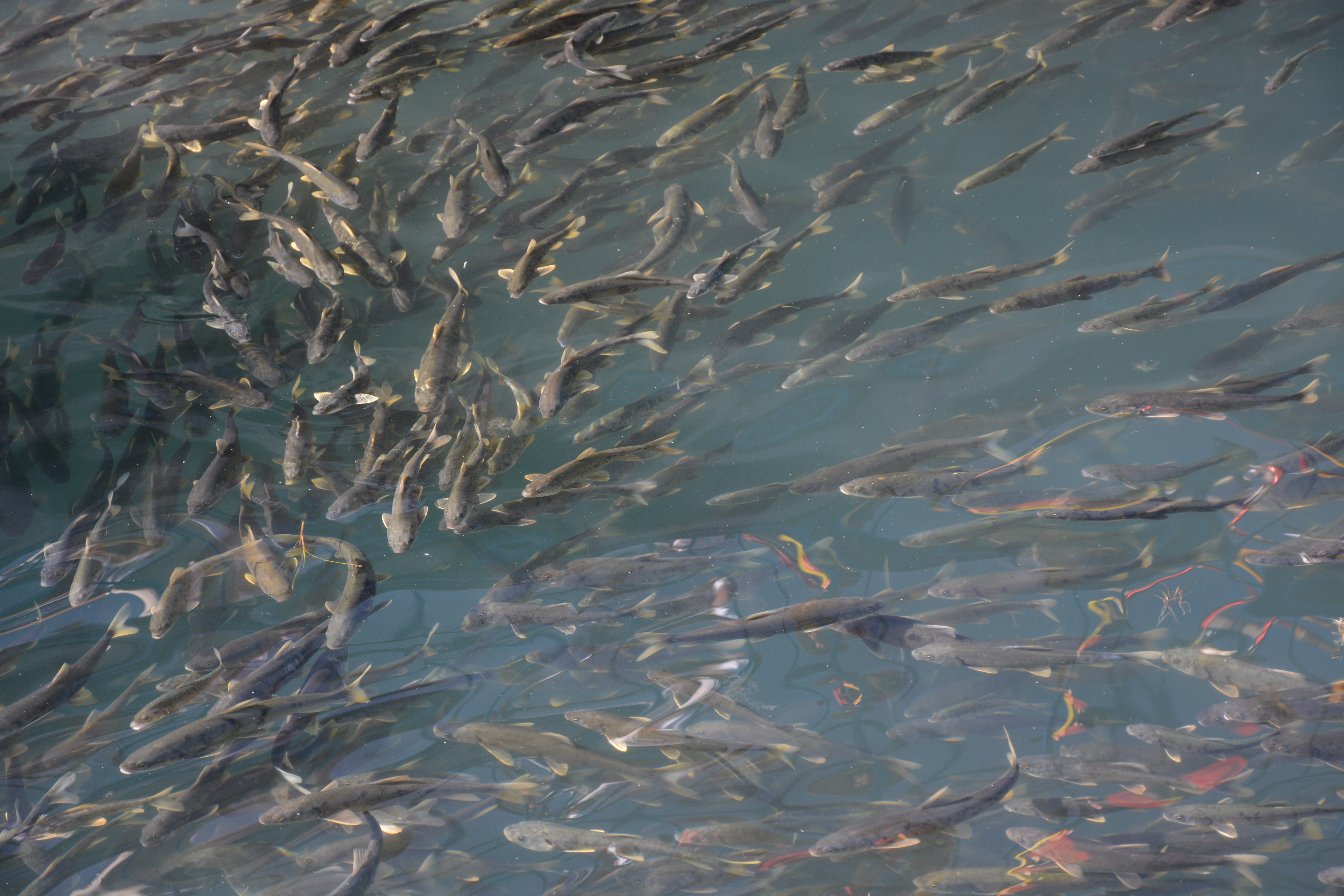
Голый карп в озере Цинхай на 3205 m

У рыб, обитающих на больших высотах, более низкий уровень метаболизма, как это было показано у головорезов высокогорной форели западных склонов по сравнению с интродуцированной равнинной радужной форелью в бассейне реки Олдман. Также у них наблюдается общая тенденция к уменьшению размеров тела и меньшему видовому богатству на больших высотах у водных беспозвоночных, вероятно, из-за более низкого парциального давления кислорода. Эти факторы могут снизить продуктивность в высокогорных местообитаниях, а это означает, что будет меньше энергии, доступной для потребления, роста и активности, что дает преимущество рыбам с более низкими метаболическими потребностями.
Голый карп из озера Цинхай, как и другие представители семейства карповых, может использовать ремоделирование жабр для увеличения потребления кислорода в условиях гипоксии. Реакция голого карпа на холод и условия с низким содержанием кислорода, по-видимому, по крайней мере частично опосредована индуцируемым гипоксией фактором 1 (HIF-1) . Неясно, является ли это общей характеристикой у других высокогорных рыб, или же ремоделирование жабр и использование HIF-1 для адаптации к холоду ограничиваются карпом.

## Млекопитающие

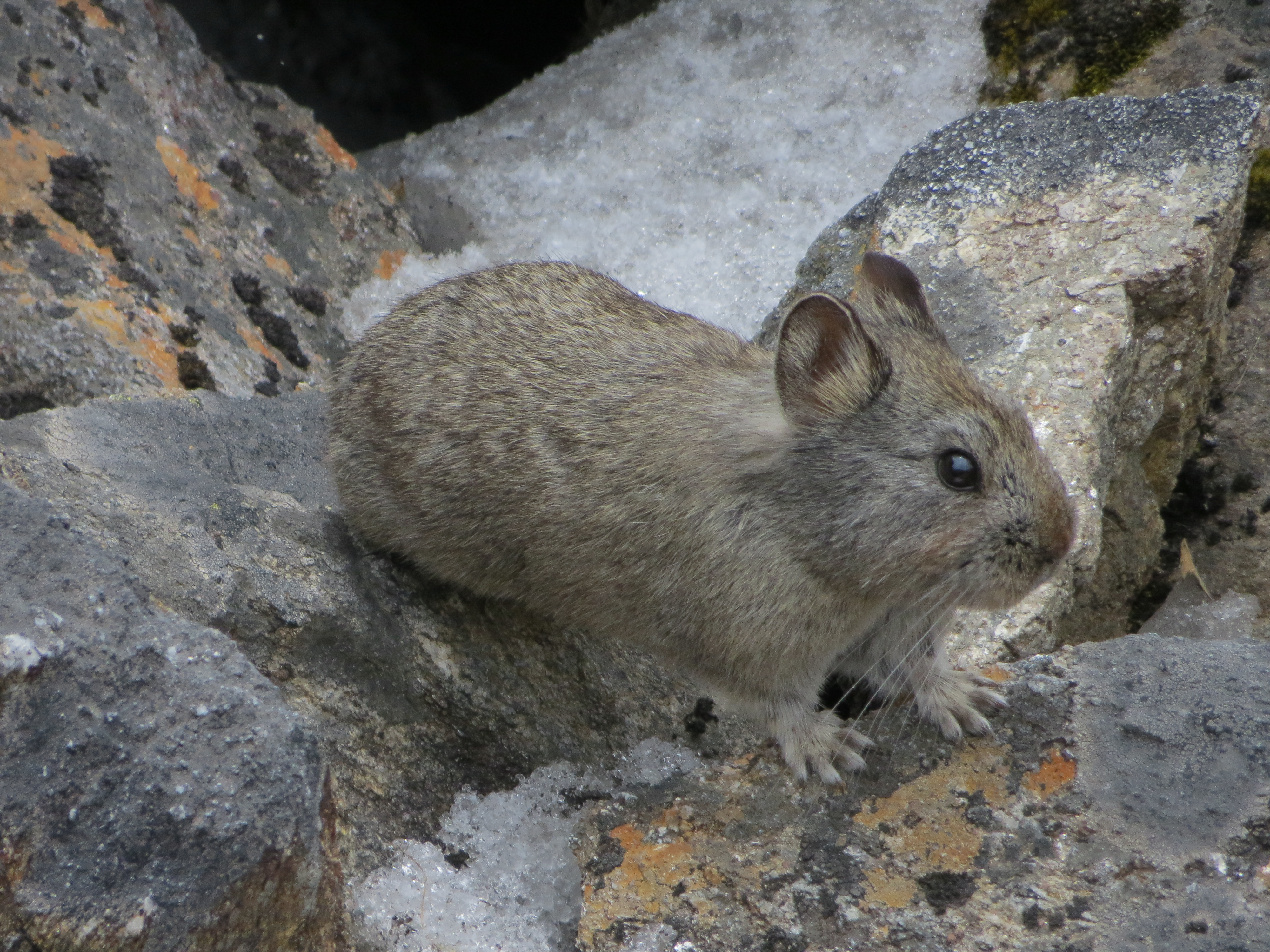
Гималайская пищуха обитает на высоте до 4200 m

Также известно, что млекопитающие, обитающие на большой высоте, демонстрируют поразительное количество адаптаций с точки зрения морфологии, физиологии и поведения. На Тибетском плато обитает очень мало видов млекопитающих, от волков, киангов (тибетский дикий осел), козлов, чиру (тибетских антилоп), диких яков, снежных барсов, тибетских песочных лис, горных козлов, газелей, гималайских бурых медведей и водяных буйволов. Этих млекопитающих можно в целом разделить на две большие группы, основанные на их приспособляемости на большой высоте, а именно эврибарные и стенобарные. Те, кто может выжить в широком диапазоне высокогорных регионов, — это эврибарные, в том числе яки, горные козлы, тибетские газели в Гималаях и ламы викуньи в Андах. Стенобарные животные — это животные с меньшей способностью переносить различные перепады высот, такие как кролики, горные козы, овцы и кошки . Среди домашних животных яки, пожалуй, самые высокие обитающие животные. Дикие травоядные Гималаев, такие как гималайский тар, винторогий козёл и серна представляют особый интерес из — за их экологической гибкости и толерантности.

### Грызуны
Ряд грызунов обитает на большой высоте, включая оленьих хомячков, морских свинок и крыс. Несколько механизмов помогают им выжить в этих суровых условиях, включая изменённую генетику гена гемоглобина у морских свинок и белоногих хомячков. Оленьи хомячки используют высокий процент жиров в качестве метаболического топлива, чтобы удерживать углеводы для небольших приливов энергии.

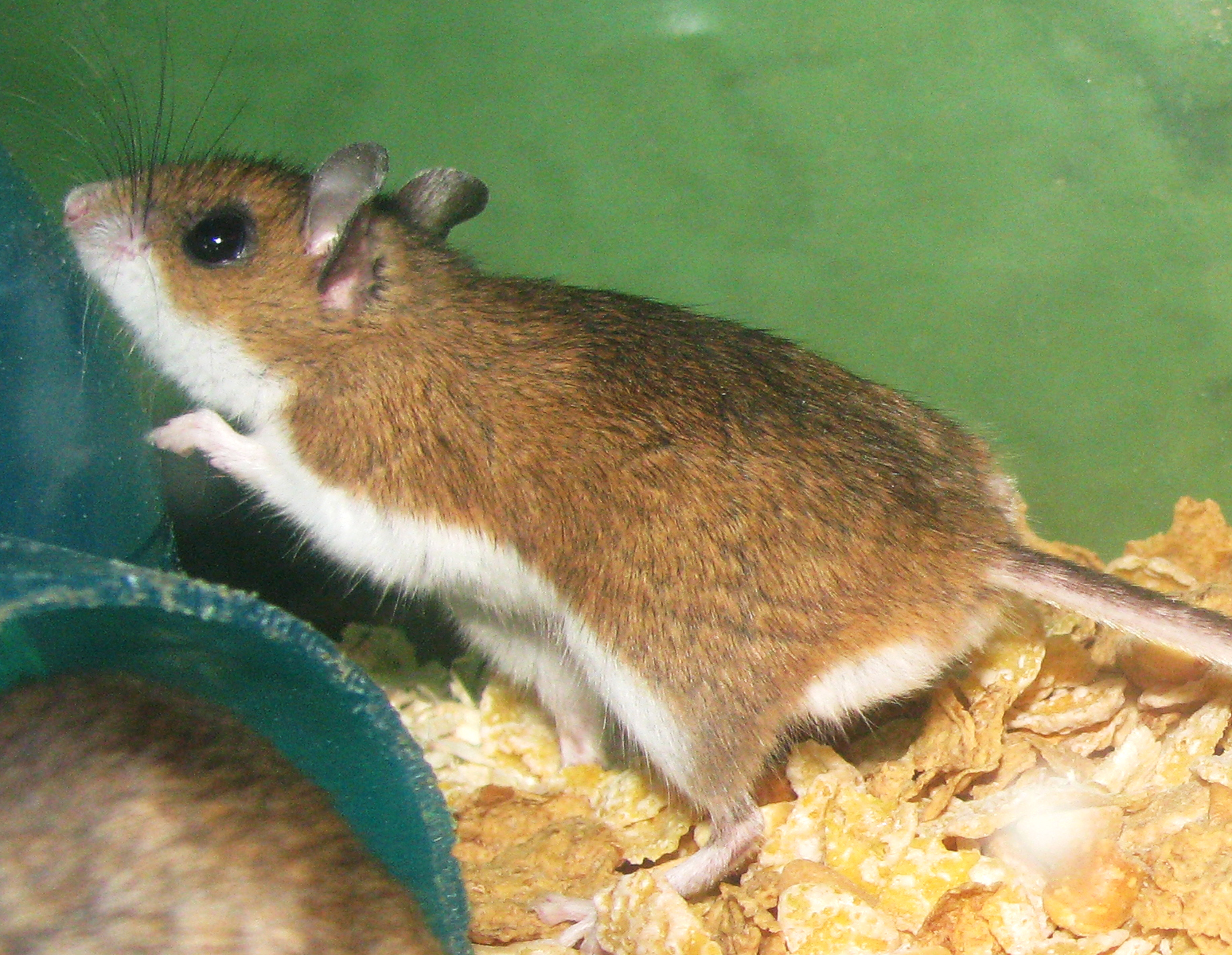
Олений хомячок

Другие физиологические изменения, которые происходят у грызунов на большой высоте, включают учащение дыхания и изменение морфологии легких и сердца, что способствует более эффективному газообмену и доставке. Легкие высотных мышей больше, имеют больше капилляров, а их сердца имеют более сильный правый желудочек (последнее относится и к крысам), который перекачивает кровь в легкие.
На больших высотах некоторые грызуны даже смещают свою тепловую нейтральную зону, чтобы поддерживать нормальную скорость основного обмена при более низких температурах.
Олений хомячок (Peromyscus maniculatus) является наиболее изученным видом, кроме человека, с точки зрения высотной адаптации. Обнаружено, что у оленьих хомячков, обитающих в высокогорьях Анд (до 3000 м), относительно низкое содержание гемоглобина. Измерение количества потребляемой пищи, массы кишечника и массы сердечно-легочных органов показало их пропорциональное увеличение у мышей, живущих на больших высотах, что, в свою очередь, показывает, что жизнь на больших высотах требует более высоких уровней энергии. Вариации в генах глобина (α и β-глобин), по-видимому, являются основой повышенного сродства гемоглобина к кислороду и более быстрого транспорта кислорода. Структурные сравнения показывают, что в отличие от нормального гемоглобина, в гемоглобине оленьих мышей отсутствует водородная связь между α1Trp14 в спирали A и α1Thr67 в спирали E из-за замещения Thr 67 Ala, и существует уникальная водородная связь на границе раздела α1β1 между остатки α1Cys34 и β1Ser128. Перуанские аборигенные виды мышей (Phyllotis andium и Phyllotis xanthopygus) адаптировались к высоким Андам за счет пропорционального использования большего количества углеводов и обладают более высокой окислительной способностью сердечной мускулатуры по сравнению с близкородственными низкорослыми (100—300 м) аборигенными видами (Phyllotis amicus и Phyllotis limatus). Это показывает, что высокогорные мыши развили метаболический процесс, позволяющий экономить использование кислорода для физических нагрузок в условиях гипоксии.

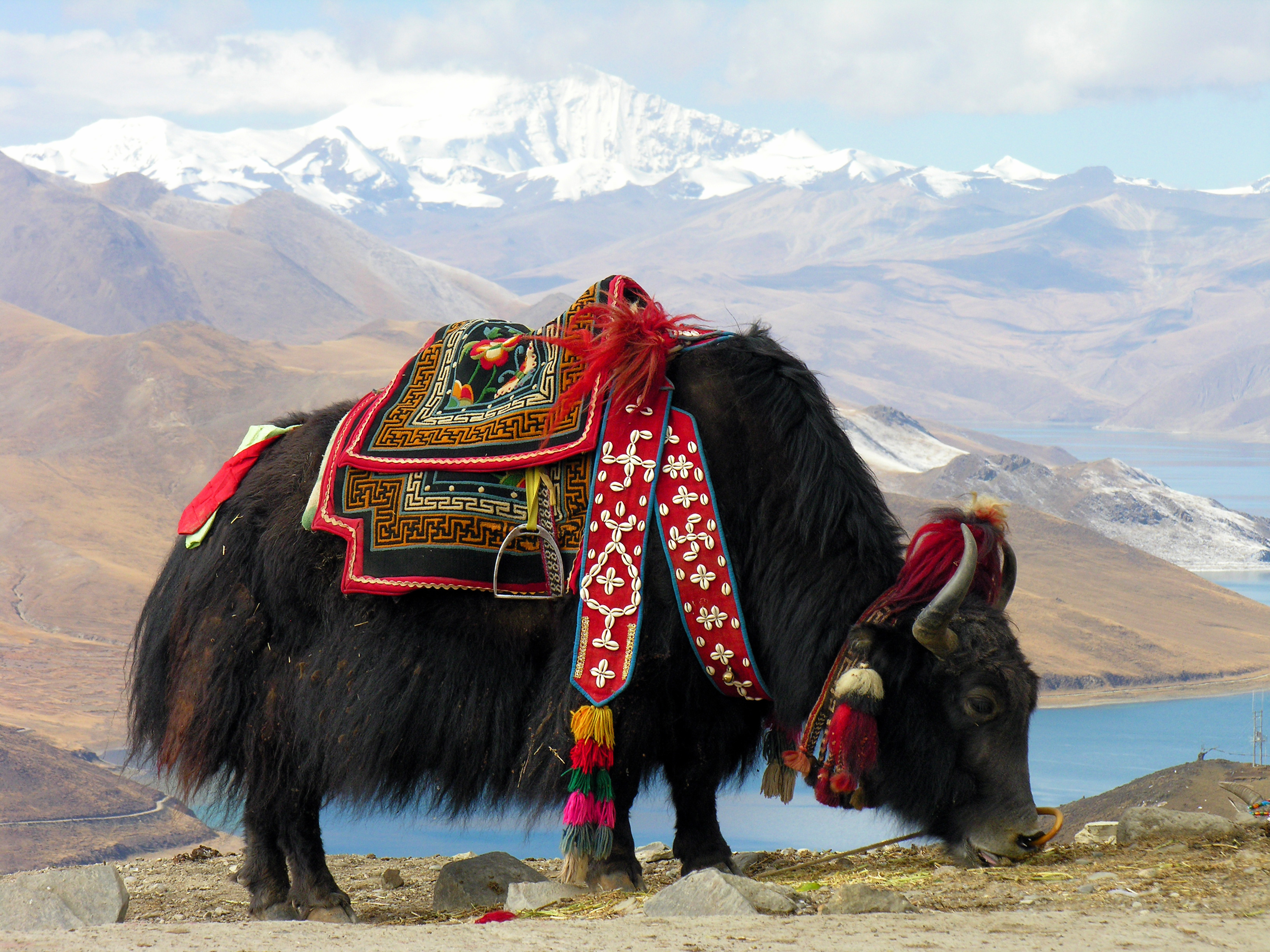
Домашний як на озере Ямдрок

### Яки
Среди домашних животных яки (Bos grunniens) — самые высокоживущие в мире животные, живущие на высоте 3000-5000 метров. Як — самое важное домашнее животное для горцев Тибета в провинции Цинхай в Китае, основной источник молока, мяса и удобрений. В отличие от других видов яков или крупного рогатого скота, которые страдают от гипоксии на Тибетском плато, тибетские домашние яки процветают только на большой высоте, а не в низинах. Их физиология хорошо приспособлена к работе на больших высотах, с пропорционально большими легкими и сердцем, чем у других животных, а также с большей способностью переносить кислород через кровь. У яков индуцируемый гипоксией фактор 1 (HIF-1) имеет высокую экспрессию в головном мозге, легких и почках, показывая, что он играет важную роль в адаптации к среде с низким содержанием кислорода. 1 июля 2012 года были объявлены полная геномная последовательность и анализ самки домашнего яка, что дало важную информацию для понимания дивергенции и адаптации млекопитающих на большой высоте. Были идентифицированы отчетливые расширения генов, связанные с сенсорным восприятием и энергетическим метаболизмом. Кроме того, исследователи также обнаружили обогащение белковых доменов, связанных с внеклеточной средой и гипоксическим стрессом, которые претерпели положительный отбор и быструю эволюцию. Например, они обнаружили три гена, которые могут играть важную роль в регулировании реакции организма на гипоксию, и пять генов, связанных с оптимизацией энергии из-за нехватки пищи на крайнем плато. Один ген, который, как известно, участвует в регуляции реакции на низкий уровень кислорода, ADAM17, также обнаружен у тибетских горцев.

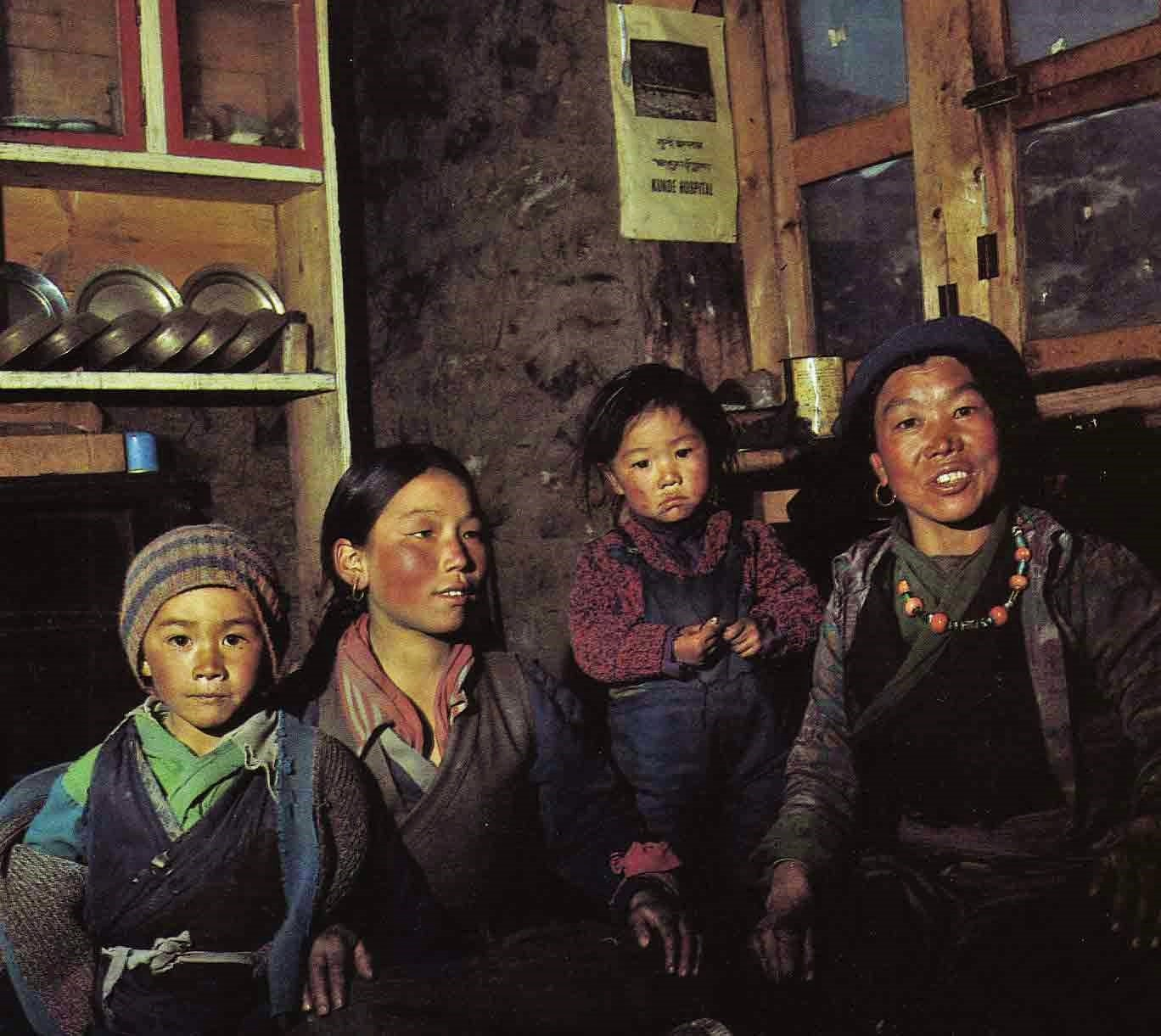
Семья народности шерпа

### Люди
Основная статья: Высотная адаптация у людей
Более 81 миллиона человек постоянно живут на больших высотах (> 2500 м) в Северной, Центральной и Южной Америке, Восточной Африке и Азии и тысячелетиями процветали в исключительно высоких горах без каких-либо видимых осложнений. Для среднего населения кратковременное пребывание в этих местах чревато горной болезнью. Для коренных горцев пребывание на большой высоте не имеет отрицательных последствий.
Физиологические и генетические адаптации местных горцев включают модификацию кислородной транспортной системы крови, особенно молекулярные изменения в структуре и функциях гемоглобина, белка, переносящего кислород в организме. Это необходимо для компенсации низкого содержания кислорода в окружающей среде . Эта адаптация связана с паттернами развития, такими как большой вес при рождении, увеличенный объем легких, учащенное дыхание и более высокий метаболизм в состоянии покоя.
Геном тибетцев стал первым ключом к пониманию молекулярной эволюции высотной адаптации в 2010 году. Гены, такие как EPAS1, PPARA и EGLN1 найдены иметь значительные молекулярные изменения среди тибетцев, и гены участвуют в производстве гемоглобина. Эти гены действуют во взаимодействии с факторами транскрипции, факторами, индуцируемыми гипоксией (HIF), которые, в свою очередь, являются центральными медиаторами производства красных кровяных телец в ответ на метаболизм кислорода. Кроме того, тибетцы обогащены генами, относящимися к классу болезней репродуктивной системы человека (такими как гены из кластеров генов DAZ, BPY2, CDY и HLA-DQ и HLA-DR), а также категориями биологических процессов реакции на стимул повреждения ДНК и ДНК. репарации (например, RAD51, RAD52 и MRE11A), которые связаны с адаптивными особенностями, связанными с высокой массой тела при рождении и более темным оттенком кожи, и, скорее всего, связаны с недавней местной адаптацией.
Среди жителей Анд, не существует каких — либо существенных ассоциаций между EPAS1 или EGLN1 и концентрации гемоглобина, что указывает на изменение в структуре молекулярной адаптации. Тем не менее, EGLN1, по-видимому, является основным признаком эволюции, поскольку он свидетельствует о положительном отборе как у тибетцев, так и у жителей Анд. Адаптивный механизм у эфиопских горцев иной. Геномный анализ двух этнических групп, амхара и оромо, показал, что вариации генов, связанные с различиями гемоглобина у тибетцев или другими вариантами в одном и том же месте гена, не влияют на адаптацию у эфиопов. Вместо этого, несколько других генов, по- видимому, участвуют в эфиопов, в том числе CBARA1, VAV3, ARNT2 и THRB, которые, как известно, играют роль в HIF генетических функций.

Мутация EPAS1 в популяции тибетской была связана с Денисовскими людьми о связанных популяциях. Тибетский гаплотип больше похож на денисовский гаплотип, чем на любой современный человеческий гаплотип. Эта мутация наблюдается с высокой частотой в тибетской популяции, низкой частотой в популяции ханьцев и в остальном наблюдается только у секвенированного денисовца. Эта мутация должна была присутствовать до того, как ханьцы и тибетцы разошлись 2750 лет назад.

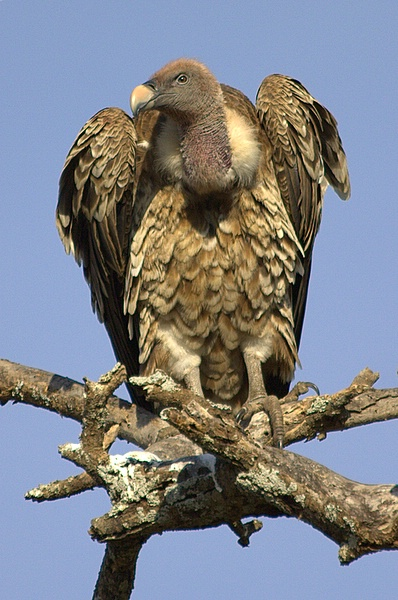
Гриф Рюппеля может летать до 11.2 km над уровнем моря

## Птицы
Птицы особенно преуспели в жизни на больших высотах. В целом птицы обладают физиологическими особенностями, благоприятными для полетов на большой высоте. Дыхательная система птиц перемещает кислород через легочную поверхность как на вдохе, так и на выдохе, что делает её более эффективной, чем у млекопитающих. Кроме того, воздух циркулирует в одном направлении через парабронхиолы в легких. Парабронхиолы ориентированы перпендикулярно легочным артериям, образуя перекрестно-текущий газообменник. Такое расположение позволяет извлекать больше кислорода по сравнению с одновременным газообменом у млекопитающих; поскольку кислород диффундирует вниз по градиенту концентрации, и воздух постепенно становится более деоксигенированным, легочные артерии все ещё могут извлекать кислород. Птицы также обладают высокой способностью доставлять кислород к тканям, потому что у них больше сердца и сердечный объём хода по сравнению с млекопитающими того же размера. Кроме того, у них увеличилась васкуляризация летательных мышц из-за повышенного разветвления капилляров и мелких мышечных волокон (что увеличивает отношение площади поверхности к объёму). Эти две функции способствуют диффузии кислорода из крови в мышцы, что позволяет поддерживать полет во время экологической гипоксии. Сердце и мозг птиц, которые очень чувствительны к артериальной гипоксии, более васкуляризованы, чем у млекопитающих. Горный гусь (Anser indicus) является культовым летуном, который преодолевает Гималаи во время миграции и служит модельной системой для производной физиологической адаптации к высокогорному полету. Грифы Рюппеля, лебеди-кликуны, альпийские галки, и серые журавли летают на высоте больше 8000 метров над уровнем моря.

Адаптация к высокогорью привлекала орнитологов на протяжении десятилетий, но была изучена лишь небольшая часть высокогорных видов. В Тибете встречается немного птиц (28 эндемичных видов), включая журавлей, стервятников, ястребов, соек и гусей. Анды довольно богаты разнообразием птиц. Андский кондор, самая крупная птица своего вида в Западном полушарии, встречается на большей части Анд, но обычно с очень низкой плотностью; виды тинаму (особенно представители рода Nothoprocta), андского гуся, гигантской лысухи, андского фликера, диадемовой ржанки, печников-землекопов, овсяночников и обыкновенных зябликов также встречаются в высокогорьях.

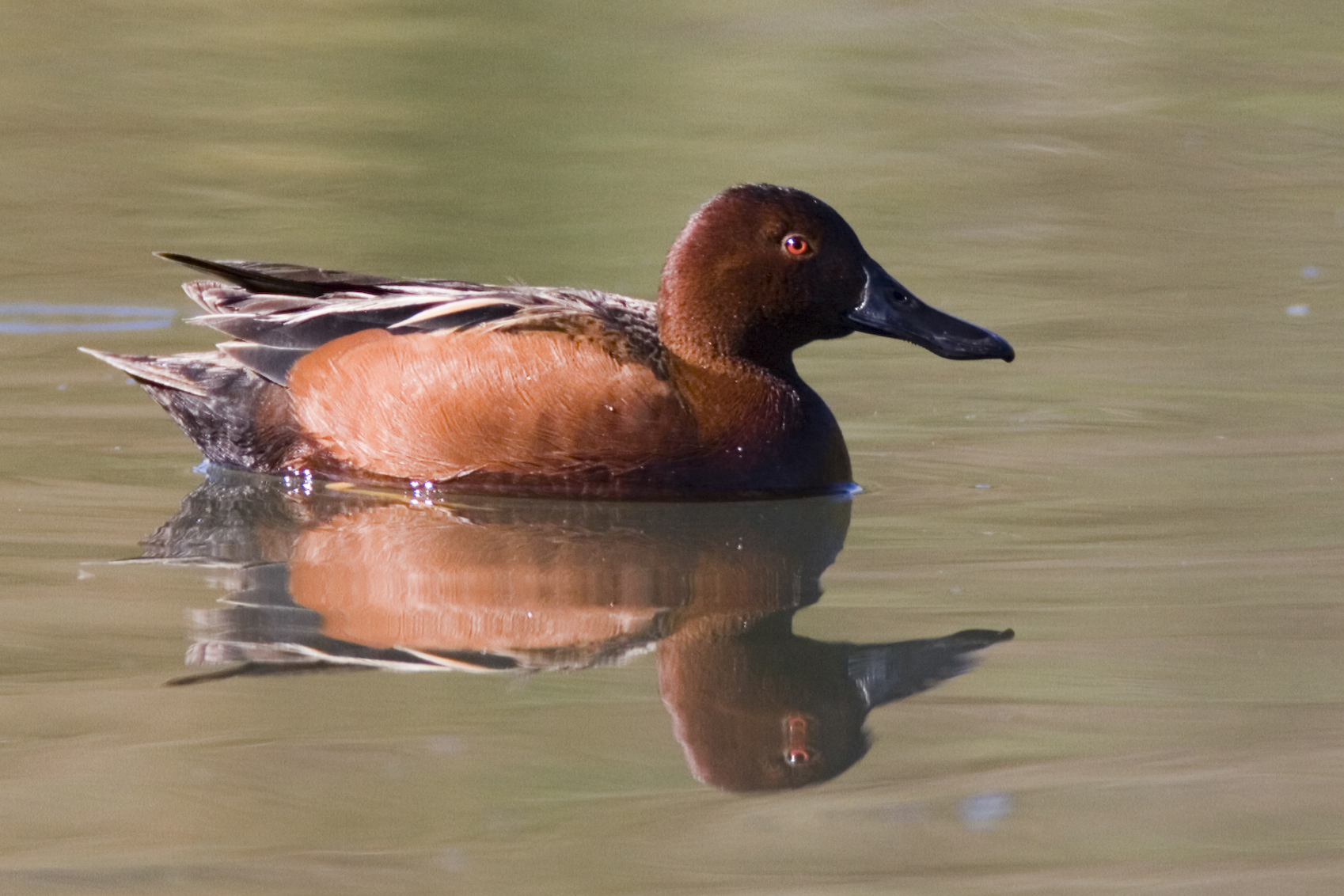
Самец коричневого чирка

### Коричневый чирок
Доказательства адаптации лучше всего изучены среди андских птиц. Обнаружено, что водоплавающие птицы и коричневый чирок (Anas cyanoptera) претерпели значительные молекулярные модификации . В настоящее время известно, что ген субъединицы α-гемоглобина сильно структурирован между повышениями среди популяций коричного чирка, что почти полностью включает одну несинонимичную аминокислотную замену в положении 9 белка, при этом аспарагин присутствует почти исключительно в области низких высот. виды и серин у высокогорных видов. Это подразумевает важные функциональные последствия для сродства к кислороду. Кроме того, в Андах и прилегающих низменностях наблюдается сильное расхождение в размерах тела. Эти изменения сформировали отчетливую морфологическую и генетическую дивергенцию в популяциях чирок корицы в Южной Америке.

### Наземные синицы
В 2013 году молекулярный механизм высотной адаптации был выяснен у тибетской наземной синицы (Pseudopodoces humilis) с использованием черновой последовательности генома. Расширение семейства генов и анализ положительно выбранных генов выявили гены, которые были связаны с сердечной функцией у основной синицы. Некоторые из генов, идентифицированных как имеющие положительный отбор, включают ADRBK1 и HSD17B7, которые участвуют в ответе адреналина и в биосинтезе стероидных гормонов. Таким образом, усиленная гормональная система — это стратегия адаптации этой птицы.

## Другие животные
В Альпийском Тибете обитает ограниченное разнообразие видов животных, среди которых обычны змеи. Известный вид — гималайский паук-прыгун, который может жить на высоте 6500 метров (21 300 футов). В Тибетском нагорье есть только две эндемичные рептилии и десять эндемичных земноводных. Gloydius himalayanus — возможно, самая высокогорная змея в мире с географической точки зрения, обитающая на высоте 4900 м в Гималаях.

## Растения

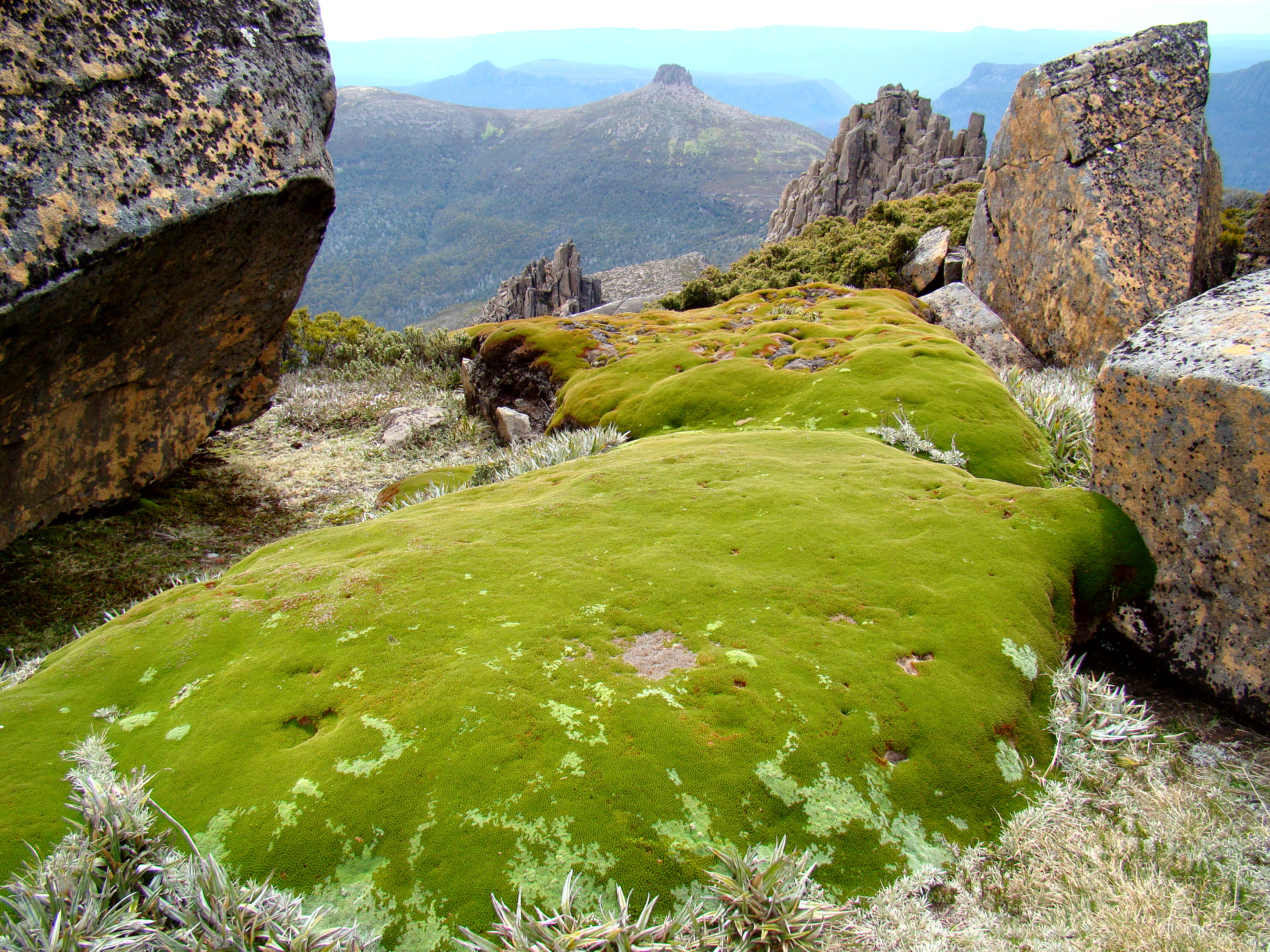
Подушечное растение Donatia novae-zelandiae, Тасмания

В высокогорной среде обитает множество различных видов растений. К ним относятся многолетние травы, осока, разнотравье, подушечные растения, мхи и лишайники. Высокогорные растения должны адаптироваться к суровым условиям окружающей среды, которые включают низкие температуры, засуху, ультрафиолетовое излучение и короткий вегетационный период. Деревья не могут расти на большой высоте из-за низких температур или недостатка доступной влаги. Отсутствие деревьев вызывает экотон или границу, очевидную для наблюдателей. Эта граница известна как граница леса.
Самый высокогорный вид растений — мох, произрастающий на 6480 м (21 260 футов) на горе Эверест. Песчанка Arenaria bryophylla — самое высокоцветущее растение в мире, его высота произрастания составляет 6180 м (20 280 футов).